# Alicja Rogozińska
Alicja Rogozińska (ur. 30 czerwca 2002) – polska koszykarka, występująca na pozycji rozgrywającej, obecnie zawodniczka ENEI AZS Politechniki Poznań.

## Osiągnięcia
Stan na 27 marca 2023, na podstawie, o ile nie zaznaczono inaczej.

### Drużynowe
Młodzieżowe
- Mistrzyni Polski:
  - juniorek starszych (2019)[2]
  - kadetek (2017)[3]
- Wicemistrzyni Polski juniorek (2020)[4]
- Brązowa medalistka mistrzostw Polski:
  - juniorek starszych (2020, 2021)[5][6]
  - juniorek (2019)[7]
  - kadetek (2016)[8]

### Indywidualne

#### Seniorskie
- Liderka I ligi w przechwytach (2019 – 4)[9]

#### Młodzieżowe
5x5
- Zaliczona do I składu mistrzostw Polski:
  - juniorek starszych (2021)[6]
  - juniorek (2019, 2020)[7][4]
  - kadetek (2016)[8]
- Liderka w punktach mistrzostw Polski juniorek (2019)[7]

3x3
- Halowa wicemistrzyni Polski U–23 3x3 (2019)

### Reprezentacja
- Uczestniczka mistrzostw Europy:
  - U–20 (2022 – 7. miejsce)[10]
  - U–18 (2019 – 10. miejsce)[11]
  - U–16 (2017 – 8. miejsce, 2018 – 8. miejsce)[12][13]